# Красилівка (Чернігівський район)
Краси́лівка — село в Україні, у Кіптівській сільській громаді Чернігівського району Чернігівської області. Населення становить 613 осіб (01.07.2020). До 2020 орган місцевого самоврядування — Красилівська сільська рада.

## Географія
У селі бере початок річка Молофа, ліва притока Смолянки.

## Історія
У Красилівці провів дитинство митрополит Стефан Яворський.
У 1889 тут народився театрознавець Кисіль Олександр Григорович.
У 1894 році у селі збудована цегляна Покровська церква.
У 1896 село відвідав з етнографічною метою український вчений Дмитро Яворницький.
За переписом 1897 року в селі мешкало 1737 осіб, серед них — 850 чоловіків та 887 жінок. Православними себе назвали 1708.
У 1905 році в селі був антиєврейський погром. Зокрема, було розгромлено лавку та будинок міщанина Ізраїля Оврамовича Кундиша.
12 червня 2020 року село увійшло до складу Кіптівської сільської громади. 17 липня 2020 року, в результаті адміністративно-територіальної реформи та ліквідації Козелецького району, село увійшло до складу Чернігівського району.

## Населення

### Мова
Розподіл населення за рідною мовою за даними перепису 2001 року:
| Мова            | Кількість | Відсоток |
| --------------- | --------- | -------- |
| українська      | 952       | 97.34%   |
| російська       | 21        | 2.15%    |
| білоруська      | 3         | 0.31%    |
| інші/не вказали | 2         | 0.20%    |
| Усього          | 978       | 100%     |

## Галерея

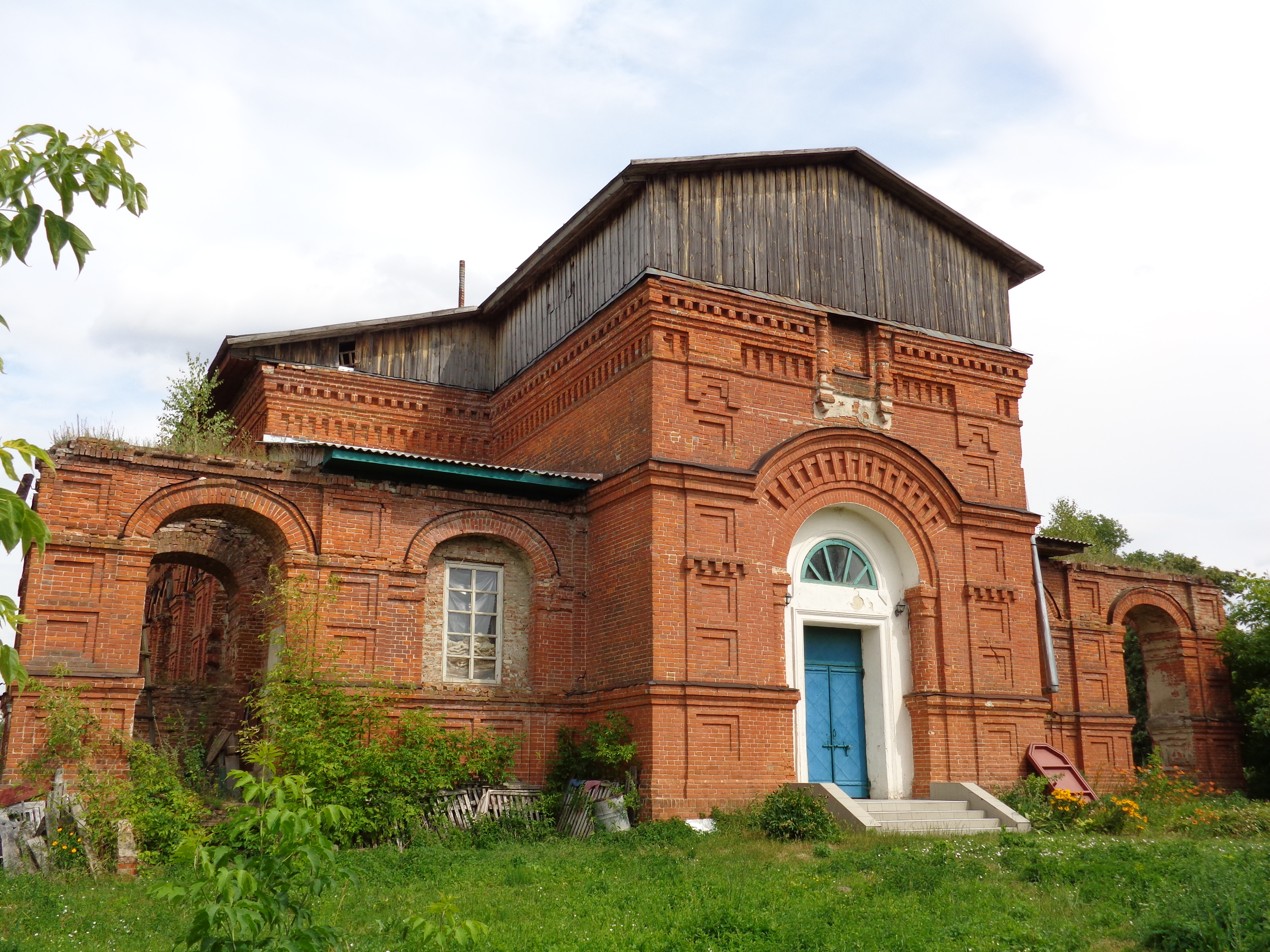
Покровська церква
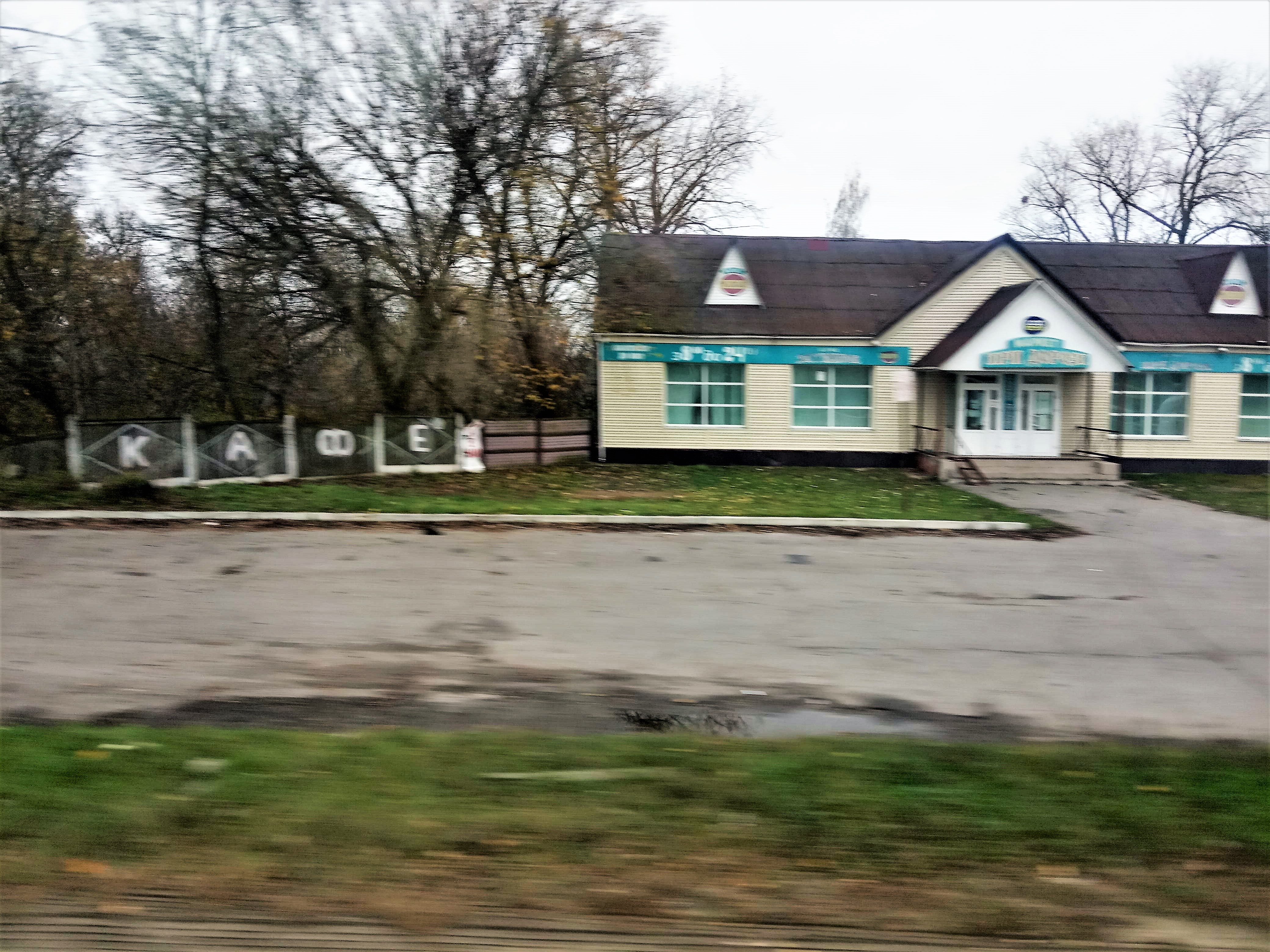
Кафе в центрі села, на трасі Київ-Чернігів
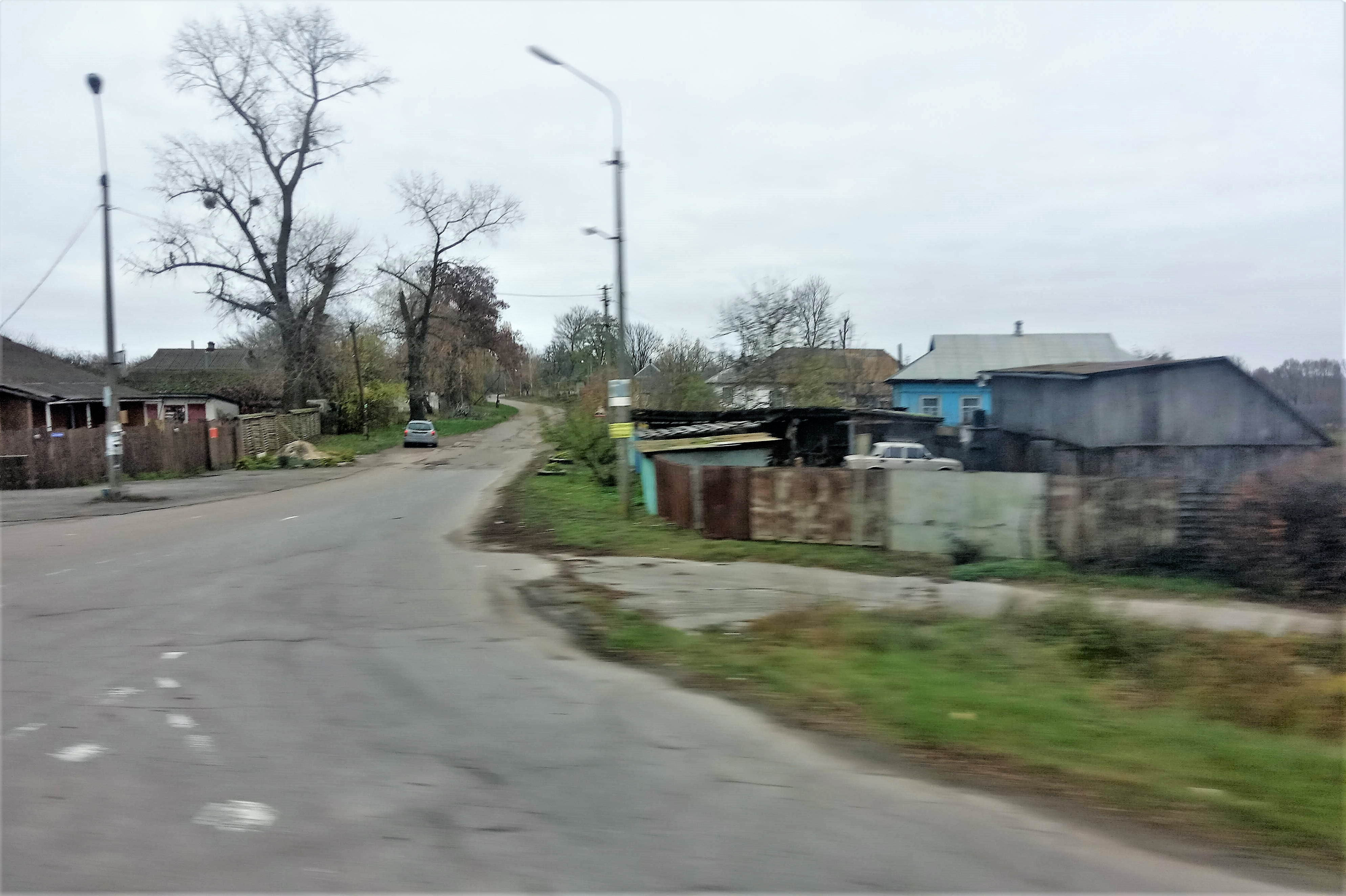
Одна з вулиць
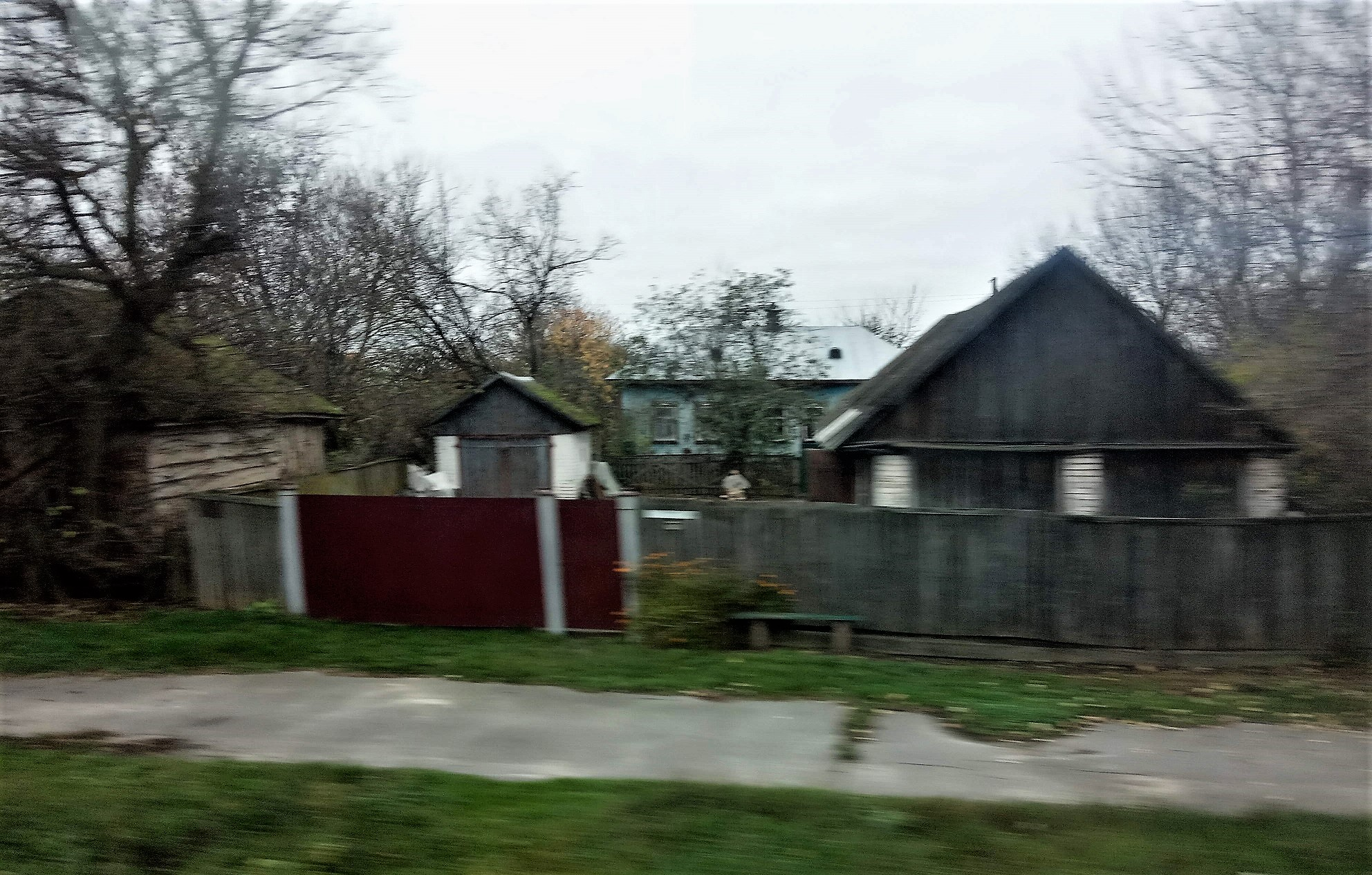
Хата